# Tisséo
Tisséo es la marca comercial de la red de transporte público de Toulouse y su región, formada por ciento y una comunas.

## Organización

### Historia
Cuando se creó en 2002, el nombre comercial Tisséo reúne a las tres entidades responsables de la gestión del sistema de transporte público en el área metropolitana de Toulouse. Tisséo-SMTC (en francés, Syndicat mixte des transports en commun, sindicato mixto de transporte público), la autoridad organizadora del transporte urbano, reúne a representantes de diferentes autoridades locales: la comunidad de aglomeración de Toulouse y Sicoval (en francés, Syndicat Intercommunal des Transports Publics de la región Toulouse (SITPRT) y el Consejo General de Alto Garona. Dos empresas de economía mixta se colocan bajo la dirección del SMTC: la primera, la SMAT (Compañía del metro de la aglomeración de Toulouse, hoy convertida en compañía de movilidad de la conurbación de Toulouse), está a cargo del control de red, mientras que el segundo, Tisséo-SEMVAT (Sociedad de viajeros de economía mixta de la aglomeración de Toulouse), tiene la misión de operar toda la red de transporte público.
Ante los problemas causados por la salida del Consejo General (cuya participación financiera ya no está garantizada sistemáticamente) y las situaciones de bloqueo atravesadas por la dirección (extensión de la línea B del metro y movimientos de huelga del personal en particular), decidió cambiar su estado. Por lo tanto, desde el 1 de abril de 2010, la antigua autoridad de transporte urbano con autonomía financiera simple se ha convertido en un público industrial y comercial (EPIC), de la misma manera que RATP o SNCF.
El 1 de enero de 2013, la red Tisséo adopta una nueva firma "Tisséo, c'est tout moi!", Y este mismo año 2013, se adopta una nueva impresión de pantalla para las nuevas adquisiciones de autobuses destinados a líneas con alto nivel de servicio, el "Linéo".
A finales de 2013, la red anunció el abandono gradual de los autobuses diesel a favor de GNV y vehículos híbridos para 2025.

## La red
Tisséo opera dos líneas de metro VAL (líneas A y B ), dos líneas de tranvía Citadis 302 (líneas T1 y T2 ), ochenta y tres líneas de autobús (incluidas seis líneas especiales y dos líneas dedicadas), nueve TAD y 24 líneas escolares. Las líneas TER sincronizadas (líneas C y D ) son operadas por SNCF.

### El tranvía
Toulouse tuvo su primera línea de tranvía el 29 de noviembre de 2010. La línea T2 fue inaugurada el 11 de abril de 2015 .

### Líneas de autobuses Linéo y ordinarios
90 líneas de autobuses urbanos son operados por Tisséo-Voyageurs, además de 54 líneas de servicios contratados (incluyendo TAD y la escuela). La red abarca más de 866.8 km (1387.8 km con servicios de chárter). Hay 595 autobuses en la red y 99 autobuses charter que sirven 2.791 paradas (excluyendo la subcontratación). Justo antes del inicio de la línea B, los autobuses realizaron la mayoría de los viajes en la red (200,000 pasajeros por día, en comparación con 170,000 para el metro).

### Transporte a pedido
El servicio de transporte a demanda (TAD) es un sistema de transporte público flexible y conveniente para atender áreas de baja densidad. Funciona con reserva, al menos dos horas antes del viaje.